# HMS Abelia (K184)
Za druge ladje glejte HMS Abelia.
HMS Abelia (K184) je bila korveta razreda Flower Kraljeve vojne mornarice.
Splovljena je bila 28. novembra 1940 in opremljena kot minoiskalec. Bila je udeležena v drugi svetovni vojni. Večji del let 1943-1944 ji je poveljeval poročnik Orme G. Stuart. Leta 1944 jo je poškodovala neznana nemška podmornica, ko je spremljala ladijski konvoj.
Po vojni so jo leta 1947 prodali; naslednje leto je postala trgovska ladja Kraft in 1948. 1954 so jo preimenovali v Arne Skontorp. Decembra 1966 so jo razrezali.